# THD
THD je veličina definující zkreslení sinusového signálu. Název vychází z anglické zkratky total harmonic distortion, což lze přeložit jako celkové harmonické zkreslení. Definuje se jako poměr součtu výkonů všech vyšších harmonických složek k výkonu základní harmonické. Čím nižší je THD, tím věrnější je signál zachycený nebo předávaný pomocí mikrofonu, reproduktoru nebo zesilovače.

## Vznik zkreslení
Když analogový signál prochází nelineárním zařízením, k původnímu signálu jsou přimíchány další frekvence.
THD je způsobem posouzení rozsahu zkreslení.
Výpočet THD vychází z rozkladu periodického signálu na harmonické složky pomocí Fourierovy řady v amplitudově-fázovém zápisu. Nejčastěji se definuje jako podíl součtu výkonů všech harmonických frekvencí nad základní harmonickou k základní harmonické.
{\displaystyle {\mbox{THD}}={\sum {\mbox{výkon vyšších harmonických}} \over {\mbox{výkon základní harmonické}}}={{P_{2}+P_{3}+P_{4}+\cdots +P_{n}} \over P_{1}}\cdot 100[\%]}
Za předpokladu odporového zatížení můžeme místo výkonů použít efektivní hodnoty harmonických :
{\displaystyle {\mbox{THD}}={{V_{2}^{2}+V_{3}^{2}+V_{4}^{2}+\cdots +V_{n}^{2}} \over V_{1}^{2}}\cdot 100[\%]}
Pokud se pro výpočet použijí všechny harmonické (n=∝), můžeme (s použitím efektivní hodnoty průběhu VRMS)psát:
{\displaystyle {\mbox{THD}}={{V_{RMS}^{2}-V_{1}^{2}} \over V_{1}^{2}}}
Pokud nás nezajímá THD výkonu, ale THD napětí (resp. proudu) změní se definice následovně:
{\displaystyle {\mbox{THD}}_{u}={{\sqrt {V_{2}^{2}+V_{3}^{2}+V_{4}^{2}+\cdots +V_{n}^{2}}} \over V_{1}}\cdot 100[\%]}
{\displaystyle {\mbox{THD}}_{i}={{\sqrt {I_{2}^{2}+I_{3}^{2}+I_{4}^{2}+\cdots +I_{n}^{2}}} \over I_{1}}\cdot 100[\%]}
Pro (n=∝):
{\displaystyle {\mbox{THD}}_{u}={{\sqrt {V_{RMS}^{2}-V_{1}^{2}}} \over V_{1}}\cdot 100[\%]}
{\displaystyle {\mbox{THD}}_{i}={{\sqrt {I_{RMS}^{2}-I_{1}^{2}}} \over I_{1}}\cdot 100[\%]}
Vzhledem k této dvojí definici nemusí být vždy zřejmé, jaké THD měl např. výrobce nebo prodejce zařízení na mysli. Kromě procentního zápisu se THD udává také často v decibelech, pak by měly vycházet hodnoty THD a THDu, THDi stejně.
Rovněž je třeba poznamenat, že ve vzorcích používajících efektivní napětí VRMS mlčky předpokládáme, že toto napětí nezahrnuje stejnosměrnou složku. Jinak bychom měli pro soulad s definicí místo VRMS použít korigovanou hodnotu VRMS_ac s odečtenou stejnosměrnou složkou:
{\displaystyle V_{RMS_{ac}}^{2}={V_{RMS}^{2}-V_{0}^{2}}}